# Galuga
Galuga is een bestuurslaag in het regentschap Bogor van de provincie West-Java, Indonesië. Galuga telt 5195 inwoners (volkstelling 2010).